# West Orange (New Jersey)
West Orange is een plaats (census-designated place) in de Amerikaanse staat New Jersey, en valt bestuurlijk gezien onder Essex County.

## Demografie
Bij de volkstelling in 2000 werd het aantal inwoners vastgesteld op 44.943. In 2010 was het aantal inwoners gestegen tot 46.207.

## Geografie
Volgens het United States Census Bureau beslaat de plaats een oppervlakte van
31,7 km², waarvan 31,4 km² land en 0,3 km² water.

## Plaatsen in de nabije omgeving
De onderstaande figuur toont nabijgelegen plaatsen in een straal van 8 km rond West Orange.

## Geboren
- Brendan Byrne (1 april 1924), gouverneur
- Richard Codey (27 november 1946), gouverneur
- Leo Fitzpatrick (10 augustus 1978), acteur
- Michael Pitt (1981), acteur, model en musicus